# Veľopolie
Veľopolie (in ungherese Szélesmező, in polacco Wielopole, in tedesco Grossau) è un comune della Slovacchia facente parte del distretto di Humenné, nella regione di Prešov.